# Мюлінген
Мюлінген (нім. Mühlingen) — громада в Німеччині, знаходиться в землі Баден-Вюртемберг. Підпорядковується адміністративному округу Фрайбург. Входить до складу району Констанц.
Площа — 32,67 км2. Населення становить 2586 ос. (станом на 31 грудня 2020).